# Битва при Фиви
Битва при Фиви (англ. Fyvie; 28 октября 1644 года) — одно из сражений между роялистами и ковенантерами в период Гражданской войны в Шотландии. Победа роялистов Монтроза над численно превосходящей армией Аргайла позволила им продолжить триумфальное шествие по стране.

## Военные действия перед сражением
После разорения Абердина войска роялистов направились вглубь страны, надеясь привлечь на свою сторону клан Гордон, который в период Епископских войн поддерживал короля. Однако Гордоны пока не были готовы присоединиться к Монтрозу: сказывалась личная неприязнь маркиза Хантли, лидера клана, и зверства, совершённые горцами Монтроза в Абердине. В начале октября от войска роялистов отделился отряд Аласдера Макдональда, ушедший на запад набирать солдат из горных кланов, союзных Макдональдам. В результате в армии Монтроза осталось лишь около 1000 человек, включая недавно набранных в Абердиншире добровольцев.

## Положение сторон
27 октября роялисты разбили лагерь у замка Фиви, не зная о приближении ковенантской армии. Во главе войск парламента Шотландии стоял маркиз Аргайл. Под его началом было около 2500 солдат пехоты и около 1000 кавалеристов. Подойдя практически незамеченным к лагерю роялистов, Аргайл немедленно отдал приказ об атаке.

## Ход битвы
Несмотря на неожиданность нападения, Монтроз быстро сориентировался и занял своими войсками небольшой холм к востоку от замка. Защищать сам замок не имело смысла из-за недостаточности сил и отсутствия у горцев, составляющих большинство армии роялистов, навыков осадных боёв. Аргайл бросил в атаку своих копейщиков и крупный отряд кавалерии, однако местность была болотистой, что задержало наступление. Ирландцы Монтроза открыли огонь из мушкетов, однако нехватка патронов у роялистов и численное превосходство противника позволили ковенантерам отбросить противника. В тот момент, когда атака ковенантеров потеряла наступательную мощь, Монтроз отдал приказ о вводе в боевые действия резервного отряда пехоты. После жестокой рукопашной битвы копейщики ковенантеров вынуждены были отступить, оставляя на поле боя раненных солдат, которых добивали ирландцы. Новые попытки атак со стороны войск Аргайла захлёбывались под мушкетным огнём роялистов. Ковенантеры были вынуждены отступить.

## Значение сражения
Потерпев неудачу при Фиви, Аргайл покинул войска и сложил с себя функции главнокомандующего парламентской армией. Потери Монтроза были также значительными и вскоре он ушёл в горы набирать новых рекрутов. Новые победы роялистов были впереди.